# Brives-Charensac
 Brives-Charensac  es una población y comuna francesa, situada en la región de Auvernia, departamento de Alto Loira, en el distrito de Le Puy-en-Velay y cantón de Le Puy-en-Velay-Est.

## Demografía
| 2022 | 2880 | 3713 | 4069 | 4399 | 4356 |
| Para los censos de 1962 a 1999 la población legal corresponde a la población sin duplicidades (Fuente: INSEE [Consultar]) |      |      |      |      |      |